# Анна де Роган (1485—1529)
Анна де Роган (Anne de Rohan) (ок. 1485—1529) — 17-я виконтесса де Роган, графиня де Пороэт.
Старшая из дочерей Жана II де Рогана и Марии Бретонской — дочери герцога Бретани Франциска I.
В 1515 году (25 сентября) вышла замуж за Пьера II де Роган-Жье, барона де Фронтене и виконта де Карантан, сына Жана II де Рогана, маршала Жье, и Француазы де Пено. Дети:
- Рене I де Роган (погиб 20 октября 1552), виконт де Роган, граф де Пороэт, барон де Леон.
- Клод, умер в молодом возрасте. Прижизненно упоминается в единственном документе — завещании матери.

В 1525 году Пьер II де Роган-Жье погиб в битве при Павии, и Анна де Роган осталась одна с двумя маленькими детьми. Королевским письмом от 24.04.1525 она назначалась их опекуншей и ей передавались в управление сеньории покойного мужа Жье, Фронтене, Гасильи, Буасьер, Герлекен.
В 1527 году после смерти брата — Жака де Рогана, она унаследовала его владения на правах старшей из сестёр. Другой брат, епископ Корнуайля Клод де Роган, предъявил свои права на наследство. Но король пригрозил созвать консилиум и официально признать его умственно отсталым (каким он и являлся), после чего прелат отказался от всех претензий (окончательно — в 1532 году). Однако ему разрешили носить титул виконта де Роган.
Датой смерти Анны де Роган иногда ошибочно указывается 5 апреля 1529 года. На самом деле она составила завещание 22 мая, а умерла в замке Блен в том же году 24 декабря.
Опекуном её сыновей стала Маргарита Наваррская (1492—1549) как родственница (её отец был двоюродным братом Анны). В 1534 г. она устроила брак старшего сына Анны Рене и Изабо д’Альбре — младшей сестры своего второго мужа. По другим данным, их свадьба состоялась в 1530 году.
Анна де Роган в 21-й новелле Гептамерона была прообразом Роландины, которая тоже вышла замуж в 30-летнем возрасте.